# Zsófia Kovács (Triathletin)
Zsófia Kovács (* 7. Februar 1988 in Gyöngyös) ist eine ungarische Triathletin. Sie ist U23-Vizeweltmeisterin 2011, Gewinnerin des Ungarn-Cups 2010 (Triatlon Ranglista), Studenten-Weltmeisterin Triathlon (2014), dreifache Olympiastarterin (2012, 2016, 2020) und Mitglied der Nationalmannschaft.

## Werdegang
Zsófia Kovács lebt in Mátrafüred und besuchte das Berze Nagy János Gimnázium in Gyöngyös.
Bereits als Schülerin wurde sie mehrfach für das nationale Sportförderprogramm Guter Schüler Guter Athlet ausgewählt.
Im Juli 2004 wurde sie in Lausanne Vizejunioreneuropameisterin Triathlon.
In Ungarn gewann Kovács 2009 die Cup-Serie Triatlon Tour, nachdem sie bereits 2008 Fünfte und von Zsófia Tóth geschlagen worden war.
Kovács tritt für den Triathlon-Club ihrer Heimatstadt, den Gyöngyösi Triatlon És Szi-Klub (Gyötri), an.

### Olympische Sommerspiele 2012
Bei den Olympischen Spielen 2012 in London belegte sie nur den 51. Rang von 52 gewerteten Athletinnen.
Im April 2014 wurde sie in Brasilien Studenten-Weltmeisterin. 2015 wurde sie Vizestaatsmeisterin auf der Triathlon-Sprintdistanz. Sie wird trainiert von Geza Zakarias.
Im Mai 2016 wurde sie Dritte bei der Triathlon-Europameisterschaft auf der olympischen Distanz.

### Olympische Sommerspiele 2016
Zsófia Kovács qualifizierte sich für einen Startplatz bei den Olympischen Sommerspielen 2016 und belegte am 20. August in Rio de Janeiro als beste Ungarin den 24. Rang.
Zsófia Kovács startete bei den Olympischen Sommerspielen am 27. Juli 2021 in Tokio – zusammen mit Zsanett Bragmayer, Bence Bicsák und Tamás Tóth. Sie wurde überrundet.

## Sportliche Erfolge
| Datum/Jahr    | Rang | Wettbewerb                                            | Austragungsort | Zeit     | Bemerkung                                                                            |
| ------------- | ---- | ----------------------------------------------------- | -------------- | -------- | ------------------------------------------------------------------------------------ |
| 1. Okt. 2023  | 39   | ITU Triathlon World Cup                               | Tanger         | 01:03:22 | hinter der Deutschen Lisa Tertsch                                                    |
| 12. Aug. 2022 | 31   | ETU Triathlon European Championship                   | München        | 01:59:16 | Europameisterschaft                                                                  |
| 27. Juli 2021 | LAP  | Olympische Sommerspiele 2020                          | Tokio          | –        | Olympische Sommerspiele                                                              |
| 15. Mai 2021  | 21   | ETU Triathlon European Cup                            | Caorle         | 01:01:49 |                                                                                      |
| 7. Mai 2021   | 1    | Kalterer See Triathlon                                | Kaltern        |          |                                                                                      |
| 21. Sep. 2019 | 9    | ITU Triathlon World Cup                               | Weihai         | 02:12:42 | hinter der Schweizerin Julie Derron                                                  |
| 6. Mai 2018   | 5    | ITU Triathlon World Cup                               | Chengdu        | 00:32:05 |                                                                                      |
| 16. Juni 2017 | 9    | ETU Triathlon European Championships                  | Kitzbühel      | 01:59:28 | Europameisterschaft auf der olympischen Kurzdistanz                                  |
| 20. Aug. 2016 | 24   | Olympische Sommerspiele 2016                          | Rio de Janeiro | 02:01:29 | als beste Ungarin                                                                    |
| 28. Mai 2016  | 3    | ETU Triathlon European Championships                  | Lissabon       | 02:04:24 |                                                                                      |
| 8. Aug. 2015  | 4    | ITU Triathlon World Cup                               | Tiszaujvaros   | 01:01:05 |                                                                                      |
| 13. Juni 2015 | 2    | HUN Sprint Triathlon National Championships           | Ungarn         | 01:02:48 | Ungarische Vizemeisterin Triathlon Sprintdistanz                                     |
| 9. Aug. 2014  | 4    | ITU Triathlon World Cup                               | Tiszaújváros   | 00:59:38 | hinter der Siegerin Rachel Klamer (750 m Schwimmen, 20 km Radfahren und 5 km Laufen) |
| 13. Juli 2014 | 3    | ITU Sprint World Championships Team                   | Hamburg        |          | Team-Weltmeisterschaft – zusammen mit Tamás Tóth, Margit Vanek und Ákos Vanek        |
| 20. Apr. 2014 | 1    | FISU University Triathlon World Championships         | Brasilia       | 02:16:04 | Studenten-Weltmeisterin                                                              |
| 4. Aug. 2012  | 51   | Olympische Sommerspiele 2012                          | London         | 02:10:39 |                                                                                      |
| 13. Sep. 2011 | 2    | ITU Triathlon World Championship U23                  | Peking         | 02:07:08 | Vizeweltmeisterin Triathlon in der Klasse U23                                        |
| 24. Juni 2011 | 7    | ETU Triathlon European Championships                  | Pontevedra     | 02:06:22 | Europameisterschaft                                                                  |
| 24. Juli 2005 | 1    | ETU Triathlon European Championship Junior Women Team | Alexandroupoli | 01:24:00 | Europameister im Team für Ungarn – zusammen mit Zsuzsanna Szakály und Zsófia Tóth    |
| 3. Juli 2004  | 2    | ETU Triathlon European Championship Junior Women      | Lausanne       | 01:09:20 | Vizejunioreneuropameisterin hinter der Schweizerin Daniela Ryf                       |

(DNF – Did Not Finish)